# Скрытая любовь (фильм, 2007)
«Скрытая любовь» (фр. L’Amour caché, англ. Hidden Love) — психологическая драма режиссёра Алессандро Капоне, которая вышла на экраны в 2007 году. Фильм является совместным производством кинокомпаний Италии, Люксембурга и Бельгии.
Фильм рассказывает «мрачную историю 47-летней парижанки Даниэль (Изабель Юппер), пациентки с суицидальными наклонностями, которая находится в бесконечной мгле отчаяния,… а её пустой взгляд даёт понять, что любая надежда на спасение потеряна». После третьей попытки самоубийства её помещают в частную клинику, где под влиянием психиатра (Грета Скакки) она «постепенно находит слова, чтобы объяснить причины своего тревожного состояния: одинокое и сложное детство, торопливый брак, нежелательная беременность и странные, сумасбродные, нестабильные отношения с дочерью».

## Сюжет
Действие картины происходит в Париже, где после третьей попытки самоубийства 47-летняя Даниэль (Изабель Юппер) попадает в частную психиатрическую клинику. Её врач, доктор Нильсен (Грета Скакки) пытается разговорить пациентку, однако та молчит, глядя в одну точку. Через некоторое время Даниэль начинает записывать свои воспоминания на листках бумаги: замужество, беременность, роды. Она пишет, что изначально испытывала чувство вины перед дочерью из-за того, что не ощущала радости материнства. Она пыталась заботиться о дочери, но у неё получалось это не очень удачно, они с дочерью не любили друг друга.
Дочь Даниель, 23-летняя Софи (Мелани Лоран) навещает мать в клинике, отмечая при встрече факт взаимной ненависти. Доктору Нильсену удаётся разговорить Даниэль, которая рассказывает, что Софи боится и не доверяет ей. За всё время она лишь однажды позволила ей посидеть с 6-месячной внучкой Доминикой, но через два дня забрала девочку, считая мать слишком грязной. В свою очередь, на приёме у доктора Нильсен Софи выражает мнение, что её мать просто издевается над близкими, что она актриса, бессердечный человек, который разрушает всё вокруг себя.
Одним из памятных эпизодов детства Софи стала семейная поездка за город, где Даниэль стала открыто заигрывать с Люком (Жан-Мишель Ларр), женихом своей кузины. Через некоторое время, когда Люк расстался со своей невестой, у него с Даниель начался роман, продолжавшийся десять лет. Софи пыталась удержать мать при себе, вплоть до того, что резала себе стеклом ноги, но это Даниэль не останавливало. Затем Люк полюбил другую девушку, и закончил роман с Даниэль. Озабоченная судьбой своей пациентки доктор Нильсен делится со своим мужем Морисом (Оливье Гурме), тоже психиатром, своими соображениями о том, что внутри Даниэль борются две женщины, на что муж рекомендует ей больше думать о себе, как это делают её пациенты.
При переводе Даниель в другую клинику ей удаётся сбежать из медицинского фургона. Она бредёт по улице, знакомится с молодым красивым парнем Себастьеном (Джорджо Лупано), обедает с ним в кафе, занимается сексом и расстаётся. Она продолжает блуждать по улицам, пока её изнеможённую и невменяемую не забирает скорая помощь.
Софи навещает мать в новой клинике, отмечая, что сама платит за пребывание здесь матери, но и на содержание в этой клинике её денег надолго не хватит. И если Даниэль не захочет выписываться, придётся продавать её дом. Софи говорит, что мать специально выдумала свою болезнь, что привело бы к серьёзным проблемам в её отношениях с отцом. Даниэль снова пишет о мучительных отношениях с дочерью, затем поднимается на верхний этаж больницы и раздумывает над тем, чтобы выпрыгнуть из окна. Доктор Нильсен приходит в клинику к Даниэль и сообщает ей, что Софи погибла в автокатастрофе.
Некоторое время спустя доктор Нильсен получает от Даниель письмо, в котором та пишет, что провела «три недели в отчаянии материнской любви». Даниэль ненавидит дочь за то, что той удалось умереть раньше неё, но затем, размышляя о своих отношениях с дочерью, она вдруг подумала о Доминик, маленькой дочке Софи. В последней сцене Даниэль, которая как будто вдруг ощутила смысл жизни, радостно обнимает Доминик, совершая с ней продолжительную прогулку на природе.

## В ролях
- Изабель Юппер — Даниэль
- Грета Скакки — доктор Нильсен
- Мелани Лоран — Софи
- Оливье Гурме — Моррис
- Жан-Мишель Ларр — Люк
- Джорджо Лупано — Себастьен

## Оценка фильма критикой

### Общая оценка фильма
Критики дали фильму невысокую оценку по причине слабой режиссёрской работы, однако высоко оценили работу Изабель Юппер в главной роли. В частности, Роберт Кёлер в журнале «Variety» отметил, что «даже такая актриса, как Изабель Юппер, не может сделать „Скрытую любовь“ такой прожигающей психологической драмой, как она задумана. Юппер идеально подобрана на роль эмоционально похоронившей себя матери, которую преследуют воспоминания о её единственной дочери». Однако, пишет далее Кёлер, «концепция режиссёра Алессандро Капоне надуманна, с вязким, тягучим темпом и неспособностью достичь эмоционального катарсиса, оставляя лишь намёк на то, каким мог бы быть этот фильм». При том, что «одно лишь присутствие Юппер на экране обеспечит приглашение фильма на фестивали, тем не менее, покупатели по большей части будут брать его для проката в малых залах».
Роджер Эберт считает, что этот «фильм точно знает, о ком он, но не знает, что он о них думает», предлагая зрителю «четыре отчётливых персонажа и историю, которая блуждает во мраке отчаяния». Главной жертвой фильма, по мнению Эберта, становится Изабель Юппер, «которая создаёт безупречную игру без особого результата. Она даёт режиссёру Алессандро Капоне, то, на что способны немногие актрисы, а он оставляет её в подвешенном состоянии».

### Оценка работы режиссёра и творческой группы
По мнению Кёлера, «сценарий Капоне и Люки Д’Ализера по роману Даниэль Жирар не настолько интересен, как большая часть актёрского состава». Далее критик пишет, что «ближе к концу картины, после великолепного внутреннего столкновения между взрослой Софи (Мелани Лоран) и матерью, которую она глубоко презирает, картина играет в игры восприятия, оставляя зрителю достаточно бессмысленный набор различных драматических умозаключений. А развязка в финале абсолютно неубедительна». Эберт также полагает, что многие «события в фильме остаются необъяснёнными, или видятся в нескольких вариантах, и, в конце концов, всё, в чём мы можем быть уверены, это что Даниэль подавлена по причинам, которые мы можем выбрать для себя сами как блюда в кафетерии». Далее он отмечает, что «фильм настолько беспощаден, что его окончание воспринимается как пощёчина». По мнению Эберта, «вполне вероятно, фильм и изначально имел такой финал, но возникает ощущение, что мы имеем дело с одной из тех оптимистических переделок, которые в последний момент внезапно воткнул в голливудскую драму магнат, посчитавший финал слишком депрессивным. Радостный характер этого окончания стал одним из самых депрессивных элементов фильма».

### Художественные приёмы
Кёлер отмечает что, «в визуальном плане фильм пытается преодолеть стандарты телевизионного кино, напоминая некоторые наименее интересные проекты Ингмара Бергмана». В частности, чтобы поднять картину в художественном плане, режиссёр использует такие приёмы, как закадровое повествование и «поток флэшбеков», который в начале картины включает также «претенциозное прямое обращение героини Юппер к зрителю», чередование «живой чёрно-белой и цветной съёмки в исполнении оператора Лучано Товоли», а также съёмки с высокой точки с помощью операторского крана и контрастный монтаж с резким чередованием сцен с участием разных персонажей.

### Оценка актёрской игры
Кёлер справедливо указывает, что «весь груз картины лежит на плечах Юппер — или, точнее, на её лице, которое показывается непривлекательным и потрёпанным возрастом, стрессом и отчаянием» до такой степени, что на это вряд ли «согласилась бы какая-либо другая звезда международного уровня в последнее время». Критик считает, что созданный ей «образ женщины, которая устремлена взглядом в тёмную, глубокую дыру собственной кончины и духовного поражения» служит «очередным подтверждением того, что, вероятно, в мировом кино нет другого такого актёра, который отважится вывести своих персонажей на такие крайние пределы, при этом оставаясь непоколебимо человечной». Эберт также отмечает, что в своём искусстве «Юппер бесстрашна. Режиссёры часто зависят от её дара донести депрессию, принуждение, самовлюблённость и отчаяние. Она может быть смешной и очаровательной, но это могут многие актёры. Она же полностью владеет своим лицом, когда надо смотреть в ничто с полной опустошённостью. Она даёт своему режиссёру очень ценный актив, но он не знает, как им воспользоваться».